# Elm Park (London Underground)

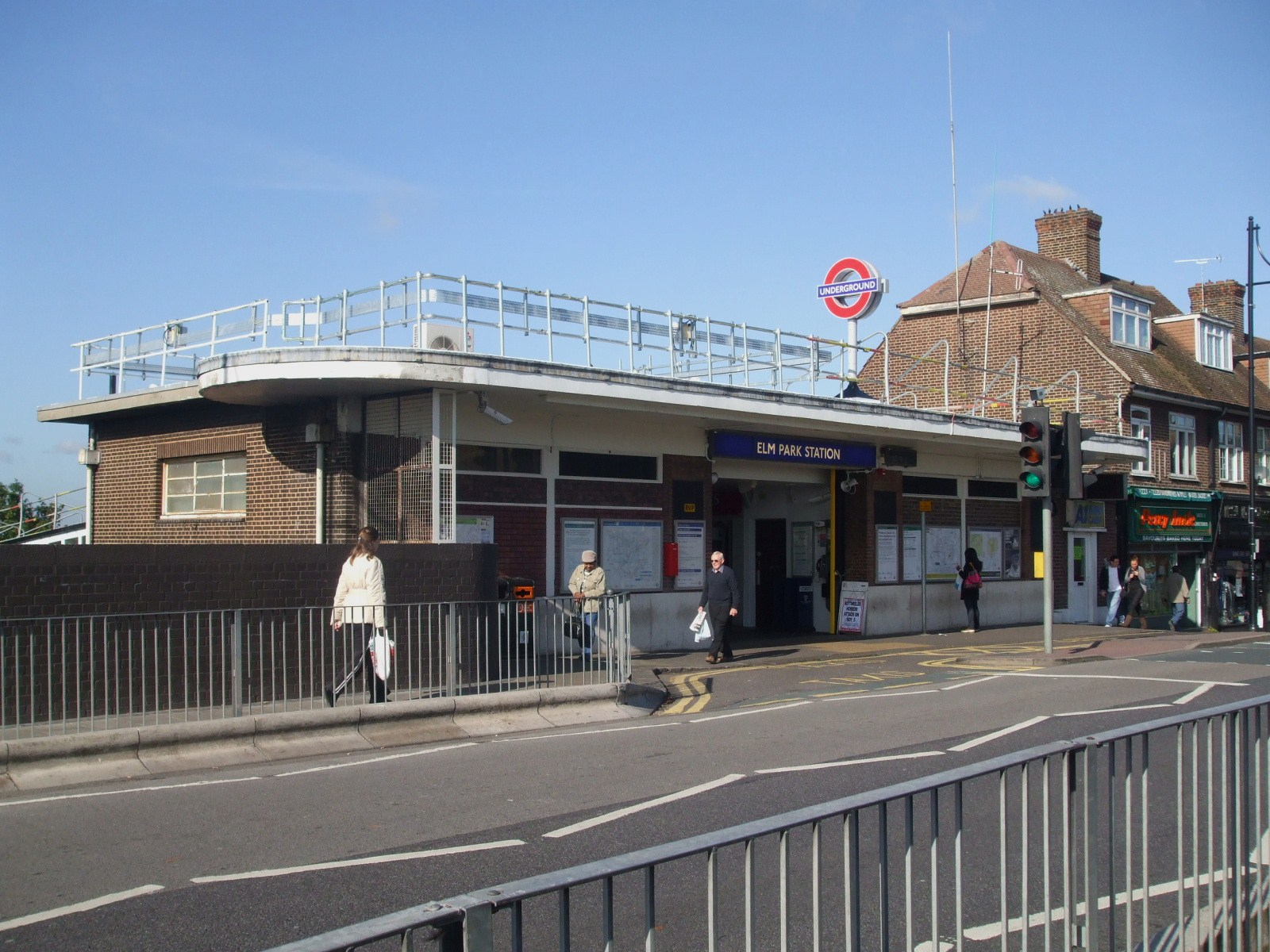
Stationsgebäude

Elm Park ist eine oberirdische Station der London Underground im Stadtbezirk London Borough of Havering. Sie liegt in der Travelcard-Tarifzone 6 an der Andrews Avenue. Im Jahr 2014 nutzten 2,99 Millionen Fahrgäste diese von der District Line bediente Station.
Die Eröffnung erfolgte am 13. Mai 1935, knapp drei Jahre nachdem die bereits bestehende Strecke zwischen Barking und Upminster elektrifiziert worden war. Die parallel verlaufende Strecke der Eisenbahn in Richtung Southend-on-Sea besteht seit 1888. Bereits zwischen 1905 und 1908 verkehrten hier Züge der District Line, damals allerdings noch von Dampflokomotiven gezogen und ohne Halt in Elm Park. In den ersten Jahren wurde die Station von der Bahngesellschaft London, Midland and Scottish Railway verwaltet.